# Шункаров, Нигмат Динахметович
Нигма́т Динахме́тович Шунка́ров (баш. Ниғмәт Динәхмәт улы Шоңҡаров; 1 января 1931 — 4 марта 1994) — башкирский фольклорист. Заслуженный работник культуры Башкирской АССР (1988), член Союза писателей СССР.

## Биография
Шункаров Нигмат Динахметович родился 1 января 1931 года в селе Ташлы (ныне — Альшеевского района Башкирии).
Учился в Ташлинской семилетней школе и в школе-интернате № 1 г. Уфы.
В 1954 году окончил филологический факультет (башкирский язык и литература) Башкирского государственного педагогического института имени К. А. Тимирязева (ныне Уфимский университет науки и технологий). Работал учителем в Ивановской средней школе. Служил в рядах Советской Армии.
В 1956—1958 гг. преподавал башкирский язык и литературу в школе родного села.
В 1958—1990 гг. — младший научный сотрудник Института истории, языка и литературы Башкирского филиала АН СССР.

## Научная деятельность
Нигмат Шункаров участвовал в более 40 фольклорных экспедициях, объездил территорию всего Башкортостана и обследовал деревни с башкирским населением Бавлинского, Бугульминского, Мензелинского районов Татарской АССР, Оренбургской, Куйбышевской, Саратовской, Челябинской, Свердловской, Пермской областей.
Результатом работы по систематике и обработке фольклорных материалов экспедиций составляет 300 печатных листов, которые сосредоточены в 30 томах и были классифицированы по жанрам и тематике, снабжены подробными комментариями. Собранные Шункаровым фольклорные материалы в периодически публикуются в сводах «Башкирское народное творчество» («Башҡорт халыҡ ижады»), «Памятники башкирской музыкальной культуры», монографических исследованиях башкирского фольклора, учебниках и учебных пособиях.
Также Шункаровым было собрано более 300 старопечатных книг и рукописей, которые хранятся в фонде Редких книг и рукописей отдела литературы Института истории, языка и литературы УНЦ РАН. А в кабинете звукозаписи Института истории, языка и литературы хранятся около 1500 аудиозаписей, сделанных лично Нигматом Динахметовичем Шункаровым в ходе фольклорных экспедиций.
Н. Д. Шункаровым были записаны обрядовые песни «Ямғыр теләү» («Заклинание дождя»), «Ҡояш теләү» («Заклинание солнца»), баиты «Сак-Сук», «Аҡмулла бәйете» («Баит об Акмулле»), песни «Етем ҡыҙ Хәтирә» («Девушка-сирота Хатира»), «Ҡарағай» («Сосна») и других.

### Труды
- Четыре новых баита о войне 1812 года. // Фольклор народов РСФСР: Межвуз. науч. сб. — Уфа, 1983.
- Баиты 1905—1907 гг. // Башкирский фольклор: Иссл. последних лет. — Уфа, 1986.

## Память
В 2013 году было принято решение о присвоении имени Нигмата Шункарова конкурсу исполнителей башкирских народных песен «Мелодии Дёмы» («Дим моңо»).